# Heinrich Vogeler
Johann Heinrich Vogeler (ur. 12 grudnia 1872 w Bremie, zm. 14 lipca 1942 w kołchozie Budjonny koło Korniejewki w Karagandzie, Kazachstan) – niemiecki malarz, pisarz, myśliciel (utopista, pacyfista) i komunista.
Po zdobyciu władzy przez Adolfa Hitlera wyjechał do ZSRR. Działał w otoczeniu niemieckich komunistów, zgrupowanych wokół Wilhelma Piecka. W okresie wielkiej czystki został oszczędzony, podobno przez wzgląd na fakt, iż jego teściem był Julian Marchlewski (był mężem Zofii Marchlewskiej). 
W 1941 po rozpoczęciu wojny niemiecko-sowieckiej został ewakuowany do Kazachstanu, gdzie pracował przy budowie tamy i zmarł z wycieńczenia.